# Charles Wager
Pour les articles homonymes, voir Wager.
 (septembre 2008).
Améliorez-le ou discutez des points à vérifier. 
Charles Wager (1666-1743), officier de marine britannique des XVIIe et XVIIIe siècles. Il est amiral en 1731, et exerce les fonctions de Premier Lord de l'Amirauté de 1733 à 1742.

## Biographie

### Origines et famille
Son grand-père John Wager (de Rochester, dans le Kent), fut marin ; son père Charles Wager (1630-1666), capitaine de la Navy, est cité dans le « Journal » de Samuel Pepys. Rejeton d'une lignée de marins du Channel, précocement orphelin et élevé par un marin, porteur d'un patronyme suscitant l'intérêt chez les Britanniques (wager signifie parieur, porteur de défi), Charles avait des atouts pour réussir dans la Navy.

### Carrière dans laRoyal Navy
Charles Wager est nommé Capitaine en 1692. Capitaine du HMS Hampton-Court en Mer Méditerranée en 1703|sous lord Torrington), il assiste à la bataille navale de Vélez-Malaga (victoire française en 1704), est basé à La Jamaïque en 1706 et 1707, est nommé Admiral of the Blue en 1707, et harcèle les ports et les plantations côtières des Antilles françaises. En 1708, grâce à sa victoire lors de la Bataille de Baru, Charles Wager acquiert richesse, notoriété et popularité. Fait knight (chevalier) en 1709, il séjourne ensuite à terre de 1709 à 1715, puis est nommé Lord Commissionner de l'Amirauté en 1718, et « Conseiller Privé et Premier Lord de l'Amirauté » de 1733 à 1742.
Wager occupe le poste de « Trésorier de la Navy » de 1742 à sa mort en 1743. 
Après 1726, Sir Wager se voit confier surtout des missions de prestige :
- Robert Walpole lui donne le commandement de la flotte anglaise qui va croiser en Baltique (aux fins d'impressionner la Tsarine de Russie et de rassurer la Suède), et met sous les ordres de Sir Wager son rival l'Amiral Edward Vernon ;
- en 1727, l'Amiral Wager prend la tête d'un convoi qui apporte des renforts à Gibraltar, assiégé une fois de plus par les Espagnols, puis il commande des escadres britanniques dans la Manche et en Mer Méditerranée ;
- il bloqua le port espagnol de Càdiz (Cadix) en 1728 ;
- l'Amiral Wager dirige, pendant une accalmie dans les guerres hispano-britanniques, l'escadre qui va chercher Don Carlos (futur Charles III d'Espagne) au port de Leghorn (Livourne) et l'emmène à Naples en 1731 pour l'y installer sur le trône.

### Carrière politique
Sir Charles Wager est longtemps (de 1713 à sa mort en 1743) Member of Parliament, député à la Chambre des communes, du parti parti whig, pour les circonscriptions de Portsmouth (1715-1734), puis Westminster (1734- 1741) et aussi du « bourg-pourri » de West Looe.
Tant lors de ses campagnes électorales que comme Member of Parliament aux Communes, Wager a à compter avec un rival notable, son concurrent aussi dans le domaine maritime : Edward Vernon, qui par ailleurs a servi sous ses ordres aux Antilles, et est placé sous ses ordres en 1726 dans la Baltique par Robert Walpole, qui, c'était de notoriété publique, haïssait Vernon, un tory flamboyant.
Fidèle de Robert Walpole, tout-puissant ministre whig qui dirigea la Grande-Bretagne de 1721 à 1742, Sir Charles Wager devint un pilier des conseils restreints qui dirigeaient la politique britannique : selon R.R. Sedgwick, « Sir Charles Wager et Sir John Norris, étaient convoqués à l'Inner Cabinet lorsqu'on y discutait des affaires maritimes… »
En 1739, année de la déclaration de la Guerre de l'oreille de Jenkins, l'Amiral Wager, Premier Lord de l'Amirauté, est l'un des quatre hommes les plus puissants en Angleterre dans le domaine commercial et naval, les trois autres étant le Duc de Newcastle (Secretary of State for the Southern Department : Ministre des Colonies), Sir Charles Norris (Amiral de la Flotte), et le Colonel Martin Bladen, président du Board of Trade (Bureau du Commerce). « Car, comme l'écrit Voltaire, c'est le propre des Britanniques de mêler le commerce et la guerre… »
En février 1742, Robert Walpole, vieilli et usé, en butte à des attaques de plus en plus virulentes relayées par la presse d'opposition (surtout après le désastre militaro-naval de Carthagène des Indes), abandonné par de nombreux députés whigs de son parti, démissionne. Ses partisans, dont Sir Charles Wager, quittent alors eux aussi les allées du pouvoir, en application du spoils system.
Sir Charles Wager meurt quinze mois après que Robert Walpole ait quitté officiellement le pouvoir.
C'est à West Looe, petit port sur la côte de Cornouailles (et rotten-borough, « bourg-pourri » exemplaire), situé à une trentaine de miles à l'Ouest de Plymouth, que sir Charles Wager, fils et petit-fils de marins de la côte, débute (1713-1715) et termine (1741-1743) sa carrière de représentant du peuple à la Chambre des Communes.

## Wager's Action
En 1708, dans la mer des Caraïbes, le commodore Wager, sur le HMS Expedition, commande une escadre qui surveille les abords de Portobello (port de l'actuel Panama) : une flotte de galions chargés de richesses doit en sortir pour rejoindre à Carthagène des Indes (grand port centralisateur sur la côte de la Colombie actuelle) le convoi qui les attend pour traverser l'Atlantique. Cet or accumulé depuis des mois par peur de la croisière anglaise doit aider l'Espagne et la France à soutenir leur effort dans la Guerre de Succession d'Espagne. Il est donc important que les Anglais l'interceptent, d'autant que (selon les règlements de l'époque) chaque marin touche une part du butin en fonction de son rang.
L'escadre britannique accroche le convoi de galions à la fin de l'après-midi du 7 juin 1708. La bataille navale qui suit dans la Péninsule de Baru, la Bataille de Baru (connue comme la Wager's Action dans les annales maritimes britanniques) se déroule de nuit et continue le lendemain 8 juin. Elle est confuse et moins glorieuse (et rémunératrice) que les Anglais ne l'espèrent : parmi les plus gros porteurs, le San Joaquin un galion peut s'échapper et se mettre à l'abri dans la baie de Cartagène, un autre, le San-José  explose, et un autre le Santa Cruz est capturé.
Sir Wager fait par la suite passer en cour martiale et renvoyer de la Navy deux capitaines anglais qu'il juge peu combatifs et qu'il rendit responsables de ce demi-insuccès. Le San-José qui coule corps et biens emportait quant à lui 344 tonnes d'or et d'argent, plus 166 coffres d'émeraudes, plus le trésor personnel du vice-roi des Indes de l'époque, ce qui en a fait le plus riche des galions à découvrir. L'épave du San José est découverte en décembre 2015 par les autorités colombiennes.
Cependant le butin qu'il récolte, en particulier treize coffres de pièces de huit (réaux) et quatorze cochons en argent massif, enrichit Charles Wager (qui est de plus fait chevalier en 1709), et lui permet de poursuivre une belle carrière militaire et politique.
Le coup terrible que la Wager's Action porte aux finances et au prestige de Philippe V l'empêche d'exploiter sa victoire d'Almansa sur les partisans des Habsbourg et de mettre ainsi un terme à la Guerre de Succession d'Espagne. Cependant les Français, alliés des Espagnols, rendirent le coup : un gros convoi naval britannique est attaqué vers le cap Lizard le 2 octobre 1708, et mis en pièces par une douzaine de petits corsaires sous les ordres de Duguay-Trouin et Forbin.

## Lors de la Guerre de l'oreille de Jenkins
C'est Lord Wager qui, Premier Lord de l'Amirauté et Trésorier de la Flotte, fait revenir le capitaine George Anson de Sainte-Hélène pour lui confier le commandement de l'escadre qui devait partir par le cap Horn attaquer les possessions espagnoles du Nouveau Monde, au Pérou et jusqu'à Manille. Le voyage du Commodore Anson autour du monde (1740-1744) reste dans les annales comme une épopée maritime qui rapporta gros[Combien ?] (moins toutefois qu'on n'espérait en haut lieu[réf. souhaitée]), et fut très coûteuse en hommes.
Cette entreprise qui était au départ mue par l'impérialisme et des motifs cyniquement mercantiles devint pour les contemporains un voyage d'exploration, un exploit maritime qui marqua fortement les esprits, au point que Jean-Jacques Rousseau l'utilisa quelques années plus tard comme ressort de l'intrigue de son roman Julie ou la Nouvelle Héloïse, qui connut à l'époque un énorme succès.
Une frégate nommée Wager (son nom, qui peut aussi être traduire par La Défiante, rappelle la mémoire du Capitaine Wager) faisait partie de l'escadre d'Anson. Elle fut jetée à la côte en Patagonie lors du Voyage du Commodore Anson et les survivants de son équipage connurent de terribles vicissitudes lorsqu'ils tentèrent de quitter les tentes de Wager-Camp pour rejoindre la civilisation.

## Fin de vie et faits notables
Sir Charles Wager, qui avait épousé Miss Martha Erning en 1691 (mais n'a pas eu d'enfants), fut une figure locale de la jolie petite ville d'Elmsbridge (Pont-de-l'orme). Cette élégante banlieue résidentielle portant le nom de l'orme, arbre symbole par excellence du paysage bucolique anglais, située près de Weybridge, entre Londres et Portsmouth, était idéale à plus d'un titre pour un marin qui ne voulait pas passer toute sa vie en mer loin des hautes sphères du pouvoir, et désirait de plus agir en tant que Member of Parliament whig influent à la Chambre des Communes. Le choix politique de Sir Charles avait d'ailleurs été judicieux : le parti Whig allait faire cesser l'alternance politique en restant au pouvoir pendant 46 ans, de 1714 à 1760.
Sir Charles, qui avait été nommé Admiral of ye Blew Squadron of His Majesty en 1707 et qui était riche et célèbre depuis la Wager's Action (1708), vécut à terre à Elmsbridge de 1709 à 1715. Il a laissé dans cette petite ville, qui en a fait une des figures de proue de son Muséum, qui donne des détails sur la vie de Charles Wager en sa résidence, figure aussi son portrait. Sir Charles a posé en perruque blonde à longues mèches ondulées et habit de soie feuille-morte sur une cuirasse bombée cachant l’embonpoint, et ses traits ne suggèrent guère les qualités de tempérance, honnêteté, humilité, droiture, désintéressement, etc. qu'énumère son épitaphe, tout comme le Dictionary of National Biography[réf. nécessaire], qui utilise exactement le même style exagérément laudatif.
En revanche, l'épitaphe rappelle que Sir Charles exerça ses fonctions avec profit pour lui, ce que corrobore amplement le récit de Walter, chapelain du HMS Centurion et auteur de la relation du Voyage du Commodore Anson autour du monde : selon lui, les bateaux de l'escadre furent surchargés au départ d'une énorme quantité de pacotille, cependant que l'approvisionnement en vivres et en fournitures (apparaux, rechanges, etc.) faisait l'objet d'un trafic éhonté.
Quant au népotisme, le fulgurant début de carrière du Capitaine Charles Watson, neveu de Sir Charles, peut le corroborer, le souvenir d'un brave homme qui aimait se promener en toute simplicité sur les berges ombragées du Wey, en compagnie de son ami et collègue l'Amiral Hopson. Cette image débonnaire, qui aurait pu figurer à l'arrière-plan d'une peinture de Thomas Gainsborough, est à peine tempérée par certains de ses concitoyens de l'élégante suburbia qui rappellent que Sir Charles Wager avait trouvé le moyen d'éluder le paiement de ses impôts locaux pour l'année 1713.
En revanche, dans les taudis des ports de la côte, Sir Wager est haï. En effet, comme l'Amirauté a les plus grandes difficultés à compléter les équipages de la Royal Navy, la presse y sévit : des matelots et parfois des civils sont enrôlés de force. Sir Charles publie en janvier 1741 un décret (bill) qui autorise les juges de paix, sur sollicitation des autorités compétentes, à émettre des search-warrants exceptionnels. Munis de ce mandat de recherche, les constables peuvent pénétrer dans les domiciles privés (de jour comme de nuit, et même en forçant les portes si besoin) pour y rechercher des marins, ou supposés tels, et les enrôler de force.
L'opposition Tory ne manque pas de crier au scandale, en particulier Lord Chatham fit un discours mémorable contre cette mesure inique le 6 mars 1741. Et William Pitt, bien que whig lui aussi, attaqua le décret de Sir Charles Wager avec une éloquence sarcastique. À la Chambre des Communes, il remercie son honorable collègue d'avoir mis les choses au clair une bonne fois : « Nos marins sont déjà des demi-esclaves, et cette mesure va les rendre entièrement esclaves ».
Par ailleurs, la Royal Navy s'étonnait, et pas seulement afore-mast (dans les postes d'équipages de l'avant)[pas clair] de la fulgurante ascension du neveu de Sir Charles : Charles Watson, né en 1714, entré dans la Navy comme simple cadet (volunteer per order) en 1728, avait été nommé lieutenant en 1734. En 1738 (à 24 ans), commandant du Garland de 20 canons, il va surveiller les pêcheries de Nouvelle-Écosse. En 1748, Watson est nommé vice-admiral of the Blue et Gouverneur de Terre-Neuve. Sans doute Port-Wager est-il fondé à ce moment[réf. nécessaire]. La brillante et rapide carrière du neveu de Sir Charles est interrompue par sa mort aux Indes, à Calcutta, en 1757.

## Postérité
Sir Charles meurt le 24 mai 1743. Il est inhumé avec pompe dans le transept Nord de l'Abbaye de Westminster, où son cénotaphe sculpté par Peter Scheemaker retrace la Wager's Action et rappelle en un long panégyrique qu'il fut à son époque un homme riche, célèbre et influent.

Un certain Francis Gashry, Esq., a fait figurer son nom à la fin de la dédicace du monument qu'il a fait élever « en signe de gratitude envers son patron ». L'Amiral Charles Wager fut selon lui :

« un homme de grands talents naturels, augmentés par l'activité et une longue expérience, qui exerça les plus hautes charges, et les plus hauts emplois, avec profit pour lui et honneur pour sa patrie. Dans sa vie privée, il fut humain, tempérant, juste et genéreux ; comme homme public, il fut vaillant, prudent, avisé  et honnête, facile d'accès à tous, simple et sans affectation dans ses manières. Constant et droit dans ses actions, d'une telle présence d'esprit qu'aucun danger ne pouvait l'abattre, il fut estimé et récompensé par son roi, et aimé et honoré de sa patrie. »

Sir Charles Wager est une figure marquante et incontournable de la fin du XVIIIe siècle au début du XIXe siècle et son nom a été donné à un arbre et à des lieux géographiques : 
- l'arbre est un érable (Acer tomentosum), qui figure sous le nom de « Sir Charles Wager's maple » (car « c'est cet amiral qui l'a fait venir en Angleterre »[réf. souhaitée]), ou d'« Érable à fleurs » dans les livres de botanique de l'époque. Selon eux[Qui ?][8], il ne s'agit pas d'une sous-variété, et cet arbre s'individualise par le duvet cotonneux qui recouvre l'extrémité de ses rameaux, ses ovaires glabres, ses capsules globuleuses, et surtout par ses grandes grappes de fleurs écarlates « dont les plus jeunes branches sont si bien garnies, qu'à une petite distance l'arbre en parait tout couvert ». Les chimistes de l'époque [9] se sont intéressés à l'érable de Wager : il figure (avec l'olivier de Bohème, le cornouiller mâle, le sumac de Virginie, le marronnier d'Inde) dans les compositions de produits astringents utilisés pour le tannage des peaux. Ces composés tanniques, destinés à remplacer les noix de galle rares et chères, avaient leur utilité avant l'apparition des produits chimiques de synthèse ;
- Port-Wager est fondée au Nord de Morris Island, sur les côtes alors très riches en phoques et en morues de Nouvelle-Écosse, au Canada actuel, à la conjonction de la baie de Fundy, du golfe du Maine et de l'Atlantique Nord, à proximité du Cap Sable qui était à l'époque de la navigation à voile un endroit redouté des navigateurs[réf. souhaitée] entrant ou sortant du port de Boston. La John Mitchell's Map situe Port-Wager à « 43°50 Nord, près du Cap Sable et de Northern Seal Island ». De nos jours, à la pointe Sud de la Nouvelle-Écosse, près de la ville de Yarmouth, Port-Wager n'apparaît pas sur les atlas.
  - Wager Bay (en) : une vaste crique de la Baie d'Hudson, entourée par le Parc national Ukkusiksalik (Nunavut).
  - Wager House (en) : une grande maison de style colonial, située à Titusville en Floride, et classée monument historique depuis 1990 ;
- en littérature, deux romanciers Nord-américains contemporains, David Drake et S.M. Stirling, spécialistes du genre military science-fiction, ont écrit un roman d'aventures intitulé Conqueror, dans lequel une ville mythique nommée Port-Wager est assiégée.

## Sources
- (en) « Charles Wager », dans Encyclopædia Britannica [détail de l’édition], 1911 (lire sur Wikisource).
- Original letter to an honest sailor, de R. Thomas , 1746 (dans Vialibri)
- WHG Kingston, How Britannia came to Rule the Waves, § III sur George I et George II (in [www://athelstane.co.uk/kingston/rulewave])
- Fred. Herweg, Naval History of Great-Britain,  1801

## Iconographie
- site de la National Portrait Gallery
- site du National Maritime Museum